# Labyrinthulomycetes
A Labyrinthulomycetes (ICN) vagy Labyrinthulea (ICZN) sejtjeik haladási és tápanyagfelvételi útjaiként szolgáló fonalak vagy csövek hálózatát alkotó sárgásmoszatok osztálya. Két fő csoportja a Labyrinthulida és a Thraustochytrida. Nagyrészt tengeriek, általában algák és tengerifüvek parazitái vagy elhalt növényi anyag lebontói. Vannak köztük tengeri gerinctelenek parazitái és Chlorella-szimbionta mixotróf fajok.

## Jellemzők
Bár a sejteken kívül vannak, a Labyrinthulomycetes fonalait membrán veszi körül. Ezek szagenogénnel, más néven botroszómával alakulnak ki. A sejtek egymagvúak, általában ellipszoidok, és az amorf hálózaton 5–150 μm/perc sebességgel mozognak. A Labyrinthulidában a sejtek a csövekben vannak, a Thraustochytridában az oldalukon.

## Evolúció

### Evolúciós eredet
A Labyrinthulomycetes tagjai nem gombák, hanem a sárgásmoszatok közé tartozó eukarióták monofiletikus csoportja. A Bigyra törzs tagjai, mely más heterotróf élőlényeket is tartalmaz, például a Bicosoecida csoportot. Mivel a sárgásmoszatok plasztiszai utolsó közös ősükben történő endoszimbiózis eredményei lehetnek, e két csorport mixotróf közös algaősből eredhet, mely másodlagosan vesztette el plasztiszait.
A Labyrinthulomycetes egyes jellemzői az ősi plasztiszokból vezethető le. ω-3 zsírsavakat termelnek általában a kloroplasztiszokban lévőhöz hasonló deszaturázzal. A Labyrinthulia-zoospórák a fotoszintetikus sárgásmoszatokéhoz hasonló membránkötött granulákkal rendelkező szemfolttal rendelkeznek, melyek vagy a plasztiszban vannak, vagy abból vezethetők le.
A Bigyrában a Labyrinthulomycetes az Eogyrea testvércsoportja, mely a Pseudophyllomitus vesiculosus fajt és a MAST-4 környezeti kládot tartalmazza. Ezek együtt alkotják a Sagenista altörzset.
A Bigyra újabb rendszertanok szerint parafiletikus, vagyis a plasztiszhiány feltehetően ősi.
|  | Ochrophyta  |
|  |             |
|  | Pseudofungi |
|  |             |

|  | Placidozoa  |
|  |             |
|  | Bicosoecida |
|  |             |

|  | Labyrinthulomycetes |
|  |                     |
|  | Eogyrea             |
|  |                     |

|  | Placidozoa  |
|  |             |
|  | Bicosoecida |
|  |             |

|  | Labyrinthulomycetes |
|  |                     |
|  | Eogyrea             |
|  |                     |

|  | Ochrophyta  |
|  |             |
|  | Pseudofungi |
|  |             |

|  | Placidozoa  |
|  |             |
|  | Bicosoecida |
|  |             |

|  | Labyrinthulomycetes |
|  |                     |
|  | Eogyrea             |
|  |                     |

|  | Placidozoa  |
|  |             |
|  | Bicosoecida |
|  |             |

|  | Labyrinthulomycetes |
|  |                     |
|  | Eogyrea             |
|  |                     |

|  | Ochrophyta  |
|  |             |
|  | Pseudofungi |
|  |             |

|  | Placidozoa  |
|  |             |
|  | Bicosoecida |
|  |             |

|  | Labyrinthulomycetes |
|  |                     |
|  | Eogyrea             |
|  |                     |

|  | Placidozoa  |
|  |             |
|  | Bicosoecida |
|  |             |

|  | Labyrinthulomycetes |
|  |                     |
|  | Eogyrea             |
|  |                     |

|  | Ochrophyta  |
|  |             |
|  | Pseudofungi |
|  |             |

|  | Placidozoa  |
|  |             |
|  | Bicosoecida |
|  |             |

|  | Labyrinthulomycetes |
|  |                     |
|  | Eogyrea             |
|  |                     |

|  | Placidozoa  |
|  |             |
|  | Bicosoecida |
|  |             |

|  | Labyrinthulomycetes |
|  |                     |
|  | Eogyrea             |
|  |                     |

## Besorolás
A Labyrinthulomycetest egykor a Labyrinthulomycota gombatörzs részeként sorolták be. Eredetileg különös nyálkagombáknak tekintették, de nem hasonlítanak a többire. Zoospóra-szerkezetük és genetikai tanulmányok alapján egyszerű sárgásmoszatcsoport, de kérdéses, hogyan sorolják be és kezeljék.
Az osztály általában 2 rendet (Labyrinthulales és Thraustochytriales (ICBN) vagy Labyrinthulida és Thraustochytrida (ICZN)) tartalmazott, de 2012-ben újabb besorolást javasoltak.
- Ordo Labyrinthulales/Labyrinthulida E. A. Bessey 1950/Doffein 1901}}
  - Familia Aplanochytriaceae/Aplanochytriidae Leander ex Cavalier-Smith 2012}}
    - Aplanochytrium Bahnweg et Sparrow 1972 [=Labyrinthuloides Perkins 1973]

  - Familia Labyrinthulaceae/Labyrinthulidae Haeckel 1868/Cinekowksa 1867
    - Labyrinthomyxa Duboscq 1921
    - Pseudoplasmodium Molisch 1925
    - Labyrinthula Cienkowski 1864 [=Labyrinthodictyon Valkanov 1969; Labyrinthorhiza Chadefaud 1956]

  - Cladus „Stellarchytriaceae/Stellarchytriidae” – a csoport a Labyrinthulida része jelenleg,[1][11] de filogenetikai elemzések szerint a többi klád előtt vált el.[13]
    - Stellarchytrium FioRito et Leander 2016
- Ordo Oblongichytriales/Oblongichytrida
  - Familia Oblongichytriaceae/Oblongichytriidae Cavalier-Smith 2012
    - Oblongichytrium Yokoyama et Honda 2007
- Ordo Thraustochytriales/Thraustochytrida Sparrow 1973
  - Pyrrhosorus Juel 1901
  - Thanatostrea Franc et Arvy 1969
  - Familia Althornidiaceae/Althorniidae Jones et Alderman 1972
    - Althornia Jones et Alderman 1972}}

  - Familia Thraustochytriacae/Thraustochytriidae Sparrow ex Cejp 1959
    - Japanochytrium Kobayasi et Ôkubo 1953
    - Monorhizochytrium Doi et Honda 2017
    - Sicyoidochytrium Yokoy., Salleh et Honda 2007
    - Aurantiochytrium Yokoy. et Honda 2007
    - Ulkenia Gaertn. 1977
    - Parietichytrium Yokoy., Salleh et Honda 2007
    - Botryochytrium Yokoy., Salleh et Honda 2007
    - Schizochytrium Goldst. et Belsky emend. Booth et Mill.
    - Thraustochytrium Sparrow 1936
    - Hondaea Amato et Cagnac 2018
    - Labyrinthulochytrium Hassett et Gradinger 2018[14]
- Ordo "Amphitremidales"/Amphitremida Gomaa et al. 2013
  - Familia "Amphitremidiaceae"/Amphitremidae Poch 1913
    - Paramphitrema Valkanov 1970
    - Archerella Loeblich et Tappan 1961
    - Amphitrema Archer 1867

  - Familia "Diplophrydaceae"/Diplophryidae Cavalier-Smith 2012
    - Diplophrys Barker 1868
- Ordo "Amphifilales"/Amphifilida Cavalier Smith 2012
  - Familia Sorodiplophryidae Cavalier-Smith 2012
    - Sorodiplophrys Olive et Dykstra 1975
    - Fibrophrys Takahashi et al. 2016

  - Familia Amphifilidae Cavalier-Smith 2012
    - Genus Amphifila Cavalier-Smith 2012

## Genetikai kód
A Thraustochytrium aureum mitokondriumai alternatív genetikai kódot használnak, ahol a TTA stop kodon, nem leucinkódoló. E kód a NCBI 23. transzlációs táblázata, a Thraustochytrium-mitokondriáliskód.
| Genetikai kód                      | Transzlációs táblázat | DNS-kodon | RNS-kodon | Transzláció e kóddal | Standard kód (1. transzlációs táblázat) |
| ---------------------------------- | --------------------- | --------- | --------- | -------------------- | --------------------------------------- |
| Thraustochytrium-mitokondriáliskód | 23                    | TTA       | UUA       | STOP=Ter (*)         | Leu (L)                                 |

## Fordítás
Ez a szócikk részben vagy egészben  a   Labyrinthulomycetes című angol Wikipédia-szócikk ezen változatának fordításán alapul.  Az eredeti cikk szerkesztőit annak laptörténete sorolja fel. Ez a jelzés csupán a megfogalmazás eredetét és a szerzői jogokat jelzi, nem szolgál a cikkben szereplő információk forrásmegjelöléseként.